# 河窪信俊
河窪 信俊（かわくぼ のぶとし）は、安土桃山時代から江戸時代前期の武将。

## 生涯
河窪氏は甲斐国の戦国大名武田氏の一族で、父信実は武田信玄の弟にあたる。信実は天正3年（1575年）5月21日の長篠の戦いで戦死した。
天正10年（1582年）3月、織田信長・徳川家康連合軍の武田征伐での武田氏滅亡、6月の本能寺の変による信長没後に甲斐国には家康が入った。その時に家康に信実の遺児として召され、河窪の地を与えられてその配下となった。天正壬午の乱では柴田康忠の麾下に加わり、佐久郡前山での戦いや蘆田小屋の戦いで戦功。天正11年（1583年）小諸城や岩尾城の戦いでも一番槍の活躍をし、甲斐国内に新領を与えられる。
天正12年（1584年）小牧・長久手の戦いでは自ら3の首級をあげるなど活躍。天正18年（1590年）小田原征伐では平岩親吉の麾下に入って岩槻城攻めに従い、敵将山口平内を討つなど貢献した。戦後の関東移封では武蔵国比企郡・加美郡に移った。天正19年（1591年）九戸政実の乱では岩出山城まで出張。慶長3年（1600年）関ヶ原の戦い、慶長19年（1614年）大坂冬の陣、翌夏の陣にも従軍した。その後は伏見城大番頭、1600石の旗本となった。寛永3年（1626年）致仕。
家督は長男信雄が継承。次男以下も旗本、紀州家、水戸家に仕えた。なお嫡孫信貞の代に武田氏に復姓している。